# Loxosoma claparedi
Loxosoma claparedi är en bägardjursart som beskrevs av Bobin och Prenant 1953. Loxosoma claparedi ingår i släktet Loxosoma, och familjen Loxosomatidae. Arten är reproducerande i Sverige.